# Vasikkasaari (ö i Finland, Norra Karelen, Joensuu, lat 62,45, long 29,46)
Vasikkasaari är en ö i Finland. Den ligger i sjön Orivesi och i kommunen Libelits i den ekonomiska regionen  Joensuu ekonomiska region  och landskapet Norra Karelen, i den sydöstra delen av landet, 300 km nordost om huvudstaden Helsingfors. Öns area är 2,3 hektar och dess största längd är 450 meter i nord-sydlig riktning.